# Lepsény
Lepsény é uma vila da Hungria, situada no condado de Fejér. Tem 39,08 km² de área e sua população em 2019 foi estimada em 2.975 habitantes.